# Brevipalpus arcus
Brevipalpus arcus är en spindeldjursart som beskrevs av Pritchard och Baker 1958. Brevipalpus arcus ingår i släktet Brevipalpus och familjen Tenuipalpidae. Inga underarter finns listade.